# Prix DiPrima
Le prix Richard C. DiPrima est décerné tous les deux ans par la Society for Industrial and Applied Mathematics à un chercheur en début de carrière qui a effectué des recherches exceptionnelles en mathématiques appliquées. Décernée pour la première fois en 1988, elle rend hommage à la mémoire de Richard C. DiPrima, ancien président du SIAM, qui a également été pendant de nombreuses années membre de son conseil et de son conseil d'administration, vice-président des programmes et membre dévoué et engagé.  

## Lauréats
Les lauréats du prix Richard C. DiPrima sont : 
- 1988: Mary E. Brewster
- 1990: Pas de récompense
- 1992: Anne Bourlioux
- 1992: Robin Carl Young
- 1994: Stephen Jonathan Chapman
- 1996: David P. Williamson
- 1998: Bart De Schutter (en)
- 2000: Keith Lindsay
- 2002: Gang Hu
- 2004: Diego Dominici
- 2006: Xinwei Yu
- 2008: Daan Huybrechs
- 2010: Colin B. Macdonald
- 2012: Thomas Goldstein
- 2014: Thomas D. Trogdon
- 2016: Blake H. Barker
- 2018: Peter Gangl
- 2020: Anna Seigal